# Kabinett Langfeld
Das Kabinett Langfeld bildete vom 1. April 1914 bis zum 8. November 1918 die von Großherzog Friedrich Franz IV. eingesetzte Landesregierung von Mecklenburg-Schwerin.
Das Kabinett wurde im Zuge der Novemberrevolution 1918 am 8. November 1918 vom Großherzog entlassen und durch das Kabinett Wendorff I ersetzt, in dem erstmals die politischen Mehrheitsparteien des Reichstags die Macht übernahmen. 
| Amt | Name                                 |
| Staatsminister, Präsident des Staatsministeriums Auswärtige Angelegenheiten und Großherzogliches Haus Justiz1 | Adolf Langfeld                       |
| Inneres | Ludwig von Meerheimb                 |
| Finanzen2 | Ulrich-Vicco Gustav Karl von Blücher |

1 Das Justizministerium beinhaltete die Abteilungen für die geistlichen, die Unterrichts- und die Medizinalangelegenheiten. 

2 Das Finanzministerium beinhaltete die Abteilung für Domänen und Forsten. 